# Panhellenisme
Panhellenisme (Grieks: πανελληνισμός, Oudgrieks: πᾶς, πᾶσᾰ, πᾶν (geheel, al) + Ἕλλην (Griek)) is een term om de gedachte van een algemeen Helleens (d.i. Griekse) eenheid aan te duiden. Deze nationalistische "stroming" ontstond ten tijde van de Perzische Oorlogen en kende in de 20e eeuw een heropleving in Griekenland.

## Panhellenisme in Hellas
De gedachte van het panhellenisme sluimerde al langer op de achtergrond voordat de Perzische Oorlogen uitbraken, maar nooit was deze gedachte zo sterk als tijdens en na de oorlogen met de Perzen.

### Het ontstaan van het panhellenisme
Hoewel de Hellenen (dit zijn de oude Grieken) zich bewust waren van een gezamenlijke achtergrond en dit zich onder andere uitte in de naam van Zeus Panhellenius, die door alle Hellenen werd aanbeden te Dodona. Daarnaast kwamen de Hellenen tijdens de Griekse kolonisatie in contact met niet-Grieks sprekende volkeren, dewelke ze barbaroi (omdat ze een brabbeltaaltje spraken in de oren van de Grieken) noemden.

Toch bleven de in verschillende poleis (of ethnoi) levende Hellenen elkaar bestrijden. Gedurende de panhelleense Spelen bestond er wel een wapenstilstand, maar deze gold enkel voor de deelnemers én voor het grondgebied van de organiserende polis. De Hellenen streden er in een typisch Helleense agonale geest om te tonen wie de beste was in een bepaalde sport onder de Hellenen. Aan deze spelen namen niet enkel de Hellenen van Hellas mee, maar ook vanuit Klein-Azië, Kreta en Magna Graeca (Italië, Sicilië en de andere kolonies nog verder naar het zuiden) kwamen deelnemers afgezakt naar Hellas.

Het zou op de beroemdste van de panhelleense spelen, de Olympische Spelen, dat het panhellenisme van passief nationalisme zou uitgroeien tot een actief nationalisme.

### De opkomst van het panhellenisme
Met de overwinning op de Perzen in de Slag bij Salamis (480 v.Chr.) én op de Carthagers in de Slag bij Himera (480 v.Chr.) nog vers in het achterhoofd, zetten de Olympische overwinnaars uit verscheidene poleis in 476 v.Chr. de Thebaanse dichter Pindarus ertoe aan niet minder dan vijf odes te schrijven op dezen, ook al kwamen deze niet uit Thebe.

Aangemoedigd door de overwinning op de Perzen, behaald door de gezamenlijke inspanningen van vele Helleense poleis, vond het panhellisme zijn voornaamste vertegenwoordigers in Isokrates, Aeschines en Demosthenes. Ze wilden de onderling strijdende poleis verenigen om sterker te staan tegenover het misschien verzwakte, maar nog steeds niet verdwenen dreiging van het Perzische rijk.

## Panhellenisme in Griekenland
Het panhellenisme kende in de 20e eeuw een heropleving in Griekenland onder de Panhelleense socialistische beweging (PASOK) en de Panhelleense bevrijdingsbeweging (PAK).